# Bảo Hòa (siêu mẫu)
Nguyễn Huỳnh Bảo Hòa được biết đến với nghệ danh Bảo Hòa (sinh năm 1985) là một người mẫu, diễn viên nổi tiếng người Việt Nam. Cô là hiện tượng của làng mốt Việt những năm 2000 với vóc dáng mảnh mai, gương mặt sắc sảo, lạnh lùng và khả năng catwalk. Bảo Hòa còn là người tiên phong cho giới người mẫu Việt Nam tấn công thị trường quốc tế.

## Sự nghiệp
Dù được nhận xét là có vẻ ngoài không bắt mắt, nhưng Bảo Hòa đã lọt mắt xanh của Henri Hubert, một giám đốc sáng tạo người Pháp từng làm việc tại Phòng Thương mại và Công nghiệp Pháp tại Việt Nam. Theo Henri Hubert, Bảo Hòa có khá nhiều lợi thế để trở thành người mẫu: chiều cao tương đối lý tưởng, gương mặt cá tính và đặc biệt sinh động trước ống kính. Nhờ những ưu điểm này, Bảo Hòa đã được Công ty Thời trang Ford thông qua người đại diện của nhà tạo mốt Pierre Cardin chọn làm đại diện cho Việt Nam tham dự cuộc thi Super Models Of Ford tổ chức tại Cộng hòa Dominica ngày 25/12/2002.
Bảo Hòa đạt kết quả cao nhưng bị lỡ một số hợp đồng vì cô lúc này chưa đủ tuổi lao động. Sau đó, giới thời trang trong nước đã có cái nhìn hoàn toàn khác với Bảo Hoà. Thành công trong lĩnh vực thời trang, Bảo Hoà được mời vào phim Dốc tình của đạo diễn Lưu Trọng Ninh.
Năm 2005, Bảo Hoà khiến dư luận xôn xao khi ảnh nude của cô bị tung trên mạng. Trái với những người đẹp khác, cô thẳng thắn thừa nhận những bức ảnh trên là của mình, và tuyên bố chụp ảnh nude không là điều gì sai trái. Từ đó, Bảo Hòa được biết đến nhiều hơn bên cạnh những tai tiếng về thái độ làm việc của mình. Cô gia nhập làng thời trang Mỹ với tư cách là người mẫu độc quyền của công ty New York Model vào năm 2006. Bảo là cái tên gọi tắt đáng yêu mà thế giới thời trang ở New York thường gọi cô.
Tuy không có lợi thế về chiều cao nhưng Bảo Hòa có tố chất đặc biệt của một người mẫu nhờ vào khuôn mặt góc cạnh, cá tính, đôi mắt có chiều sâu và khả năng biểu cảm sinh động trước ống kính. Cô thành công ở lĩnh vực mẫu ảnh, chuyên chụp hình cho các tạp chí và hình ảnh quảng cáo  và xuất hiện liên tục trên các tạp chí thời trang hàng đầu như Elle, Vogue, Teen Vogue, Cosmo Girl, In Style, Marie Claire, GQ...
Năm 2013, Bảo Hoà một lần nữa khiến truyền thông rầm rộ nhắc tới khi hình ảnh của cô được xuất hiện trong trailer phim bom tấn Elysium.

## Gia đình
Thời gian ở Mỹ, Bảo Hoà cũng có mối quan hệ tình cảm với Henri Hubert, mối tình này của cô bị dư luận cho là lợi dụng để làm bàn đạp tiến thân. 5 năm sau, hai người chia tay trong im lặng. Có tin đồn đại rằng siêu mẫu Hà Anh là người thứ 3,  trong Hà Anh thì lên tiếng phủ nhận, thì Bảo Hoà lại chọn cách im lặng.